# 肇庆阅江大桥
肇庆阅江大桥是位于中国广东省肇庆市的特大型公路桥梁，横跨西江连接端州区与高要区，是两区之间第三条跨西江桥梁。本桥由上海隧道工程股份承建，于2017年8月8日通车，截至2017年是西江地区唯一的特大型公路桥梁。
阅江大桥位起点位于肇庆市端州区古塔路与端州路交叉路口沿古塔路高架，跨越西江，连接高要区世纪大道，路线全长3837米，主桥长2355米，宽度33.5米，主塔高约83米，双向六车道，设计最高车速60公里/小时。

## 设计特点
阅江大桥是中国国内大跨度桥梁领域首用BIM技术。主桥设计为双塔单索面预应力混凝土斜拉桥，结构上采用墩、塔、梁固结，单索面布于桥面中央，桥梁底部距离江面约33米，钢-混组合结构的主塔高83.8米。

## 设计理念
阅江大桥以“南北贯长虹、西江阅华彩”设计主题，从景观角度出发，选用了新颖美观、造型独特的“帆”形混凝土塔，寓意“扬帆远航”，主桥将造型设计为扬起的风帆，给人激动人心、催人奋进的视觉感受，同时结合周边环境，突出桥梁“挺拔、向上”的结构美感。

## 建设历史
2007年，肇庆西江三桥纳入两地政府的议事日程之中，开展选址工作。
2011年5月，选址确定为定址于端州城区古塔路—高要世纪大道。
2011年6月，启动征名程序，并与11月完成征名程序，共收到1103份提名，最后定名“阅江大桥”。
2011年12月，确定桥址、桥型，完成工程立项。
2012年10月，工程正式动工。
2014年4月，38号主墩进行“孤岛”施工。
2014年9月，南岸39号主墩出水，进入浇筑程序；北岸进行33-38号桩基工程。
2016年2月，主塔基本成型。主塔工程高约83米，由5节混凝土底座和16节钢塔组成，“帆”形中间由12道横梁连接。北岸主塔安装了两节钢塔，南岸安装了10节钢塔。
2016年5月，南北主塔封顶。
2017年2月16日，大桥合拢。
2017年8月8日，广东省副省长许瑞生宣布肇庆阅江大桥建成通车。